# True Blue (album)
True Blue là album phòng thu thứ ba của ca sĩ người Mỹ Madonna, phát hành ngày 30 tháng 6 năm 1986 bởi Sire Records và Warner Bros. Records. Đầu năm 1985, Madonna công khai mối quan hệ tình cảm với nam diễn viên Sean Penn, và cả hai kết hôn sáu tháng sau đó vào đúng dịp sinh nhật lần thứ 27 của cô. Ngoài ra, nữ ca sĩ gặp gỡ nhà sản xuất Patrick Leonard trong khoảng thời gian thực hiện chuyến lưu diễn The Virgin Tour, và hình thành mối quan hệ cộng tác trong âm nhạc với ông. Những bài hát đầu tiên họ cùng nhau sáng tác là "Love Makes the World Go Round" và bản ballad "Live to Tell", sau đó được đưa vào bộ phim năm 1986 do Penn thủ vai chính At Close Range. Đến cuối năm 1985, Madonna và Leonard bắt đầu thực hiện đĩa nhạc thứ ba của cô, đồng thời nữ ca sĩ cũng tiếp tục hợp tác với bạn trai cũ Stephen Bray, người từng tham gia sản xuất cho album trước Like a Virgin (1984). Ngoài ra, True Blue cũng đánh dấu lần đầu tiên Madonna đồng sáng tác và đồng sản xuất một dự án trong sự nghiệp, với nguồn cảm hứng xuất phát từ tình yêu của nữ ca sĩ với Penn, và là người cô muốn dành trọn tác phẩm để tri ân.
True Blue là một bản thu âm dance-pop kết hợp với những âm hưởng từ âm nhạc Motown và nhóm nhạc nữ thập niên 1960, post-disco và latin pop, trong đó Madonna lần đầu sử dụng một số nhạc cụ cổ điển nhằm thu hút đối tượng khán giả trưởng thành vốn từng hoài nghi về âm nhạc của cô. Nội dung ca từ của đĩa nhạc đề cập đến nhiều chủ đề như tình yêu, tự do và những vấn nạn xã hội lúc bấy giờ như phá thai. Sau khi phát hành, True Blue nhận được những phản ứng tích cực từ các nhà phê bình âm nhạc, trong đó họ đánh giá cao chất giọng và sự phát triển trong âm nhạc của nữ ca sĩ. Album cũng gặt hái những thành công ngoài sức tưởng tượng về mặt thương mại khi thống trị các bảng xếp hạng tại hơn 28 quốc gia, bao gồm Úc, Canada, Đan Mạch, Hà Lan, Pháp, Đức, Ireland, Ý, Nhật Bản, New Zealand, Tây Ban Nha, Thụy Sĩ và Vương quốc Anh, cũng như lọt vào top 5 ở tất cả những thị trường còn lại. Đĩa nhạc đứng đầu bảng xếp hạng Billboard 200 trong năm tuần liên tiếp, đánh dấu album quán quân thứ hai của Madonna tại Hoa Kỳ và được chứng nhận bảy đĩa Bạch kim bởi Hiệp hội Công nghiệp Ghi âm Hoa Kỳ (RIAA) với lượng đĩa xuất xưởng đạt bảy triệu bản.
Năm đĩa đơn đã được phát hành từ True Blue và tất cả đều vươn đến top 5 trên bảng xếp hạng Billboard Hot 100 tại Hoa Kỳ, bao gồm ba đĩa đơn quán quân "Live to Tell", "Papa Don't Preach" và "Open Your Heart". Ngoài ra, những đĩa đơn trích từ đĩa nhạc cũng gặt hái thành công lớn trên thị trường quốc tế, trong đó "Papa Don't Preach" và "La Isla Bonita" đạt vị trí số một tại nhiều quốc gia. Để quảng bá album, nữ ca sĩ thực hiện chuyến lưu diễn thế giới đầu tiên Who's That Girl World Tour (1987) với 38 đêm diễn khắp Châu Á, Bắc Mỹ và Châu Âu. True Blue được ghi nhận là đĩa nhạc giúp khẳng định vị thế của Madonna như là nghệ sĩ nữ thành công nhất thập niên 1980, đồng thời sánh ngang với những nghệ sĩ nam đương thời như Michael Jackson và Prince. Ngoài ra, cô cũng trở thành nghệ sĩ nữ đầu tiên được trao giải thưởng Thành tựu Video của giải Video âm nhạc của MTV, ghi nhận những tác động của Madonna đối với sự phát triển của MTV. Tính đến nay, True Blue đã bán được hơn 25 triệu bản trên toàn thế giới, trở thành album bán chạy nhất năm 1986, album bán chạy nhất thập niên 1980 của nghệ sĩ nữ và là một trong những album bán chạy nhất mọi thời đại.

## Danh sách bài hát
| True Blue – Phiên bản tiêu chuẩn | True Blue – Phiên bản tiêu chuẩn | True Blue – Phiên bản tiêu chuẩn    | True Blue – Phiên bản tiêu chuẩn | True Blue – Phiên bản tiêu chuẩn |
| STT                              | Nhan đề                          | Sáng tác                            | Sản xuất                         | Thời lượng                       |
| -------------------------------- | -------------------------------- | ----------------------------------- | -------------------------------- | -------------------------------- |
| 1.                               | "Papa Don't Preach"              | Brian Elliot Madonna [b]            | Madonna Stephen Bray             | 4:29                             |
| 2.                               | "Open Your Heart"                | Madonna Gardner Cole Peter Rafelson | Madonna Patrick Leonard          | 4:13                             |
| 3.                               | "White Heat"                     | Madonna Leonard                     | Madonna Leonard                  | 4:40                             |
| 4.                               | "Live to Tell"                   | Madonna Leonard                     | Madonna Leonard                  | 5:51                             |
| 5.                               | "Where's the Party"              | Madonna Bray Leonard                | Madonna Leonard Bray             | 4:21                             |
| 6.                               | "True Blue"                      | Madonna Bray                        | Madonna Bray                     | 4:18                             |
| 7.                               | "La Isla Bonita"                 | Madonna Leonard Bruce Gaitsch       | Madonna Leonard                  | 4:02                             |
| 8.                               | "Jimmy Jimmy"                    | Madonna Bray                        | Madonna Bray                     | 3:55                             |
| 9.                               | "Love Makes the World Go Round"  | Madonna Leonard                     | Madonna Leonard                  | 4:31                             |
| Tổng thời lượng:                 | Tổng thời lượng:                 | Tổng thời lượng:                    | Tổng thời lượng:                 | 40:20                            |

| True Blue – Phiên bản năm 2001 (bản nhạc bổ sung) | True Blue – Phiên bản năm 2001 (bản nhạc bổ sung) | True Blue – Phiên bản năm 2001 (bản nhạc bổ sung) | True Blue – Phiên bản năm 2001 (bản nhạc bổ sung) |
| STT                                               | Nhan đề                                           | Người phối lại                                    | Thời lượng                                        |
| ------------------------------------------------- | ------------------------------------------------- | ------------------------------------------------- | ------------------------------------------------- |
| 10.                                               | "True Blue" (The Color Mix)                       | Shep Pettibone                                    | 6:40                                              |
| 11.                                               | "La Isla Bonita" (phối lại mở rộng)               | Chris Lord-Alge                                   | 5:27                                              |
| Tổng thời lượng:                                  | Tổng thời lượng:                                  | Tổng thời lượng:                                  | 52:27                                             |

| True Blue – Phiên bản Kỷ niệm 35 năm (bản nhạc bổ sung) | True Blue – Phiên bản Kỷ niệm 35 năm (bản nhạc bổ sung) | True Blue – Phiên bản Kỷ niệm 35 năm (bản nhạc bổ sung) | True Blue – Phiên bản Kỷ niệm 35 năm (bản nhạc bổ sung) |
| STT                                                     | Nhan đề                                                 | Người phối lại                                          | Thời lượng                                              |
| ------------------------------------------------------- | ------------------------------------------------------- | ------------------------------------------------------- | ------------------------------------------------------- |
| 10.                                                     | "Papa Don't Preach" (phối lại mở rộng)                  | Bray                                                    | 5:42                                                    |
| 11.                                                     | "True Blue" (The Color Mix)                             | Pettibone                                               | 6:40                                                    |
| 12.                                                     | "Open Your Heart" (bản mở rộng)                         | Michael Barbiero Steve Thompson                         | 10:34                                                   |
| 13.                                                     | "La Isla Bonita" (phối lại mở rộng)                     | Lord-Alge                                               | 5:27                                                    |
| 14.                                                     | "True Blue" (bản phối lại)                              | Pettibone                                               | 4:26                                                    |
| 15.                                                     | "Open Your Heart" (bản dub)                             | Barbiero Thompson                                       | 6:40                                                    |
| 16.                                                     | "Live to Tell" (không lời)                              |                                                         | 5:50                                                    |
| 17.                                                     | "True Blue" (không lời)                                 |                                                         | 6:51                                                    |
| 18.                                                     | "La Isla Bonita" (phối lại mở rộng không lời)           | Lord-Alge                                               | 5:18                                                    |
| Tổng thời lượng:                                        | Tổng thời lượng:                                        | Tổng thời lượng:                                        | 97:00                                                   |

Ghi chú
- ^b  nghĩa là viết lời bổ sung

## Xếp hạng
| Bảng xếp hạng (1986–1987)                | Vị trí cao nhất |
| ---------------------------------------- | --------------- |
| Album Argentina (Prensario/CAPIF)        | 1               |
| Album Úc (Kent Music Report)             | 1               |
| Album Áo (Ö3 Austria)                    | 2               |
| Album Bỉ (IFPI/SIBESA)                   | 1               |
| Album Brazil (ABPD)                      | 1               |
| Canada Top Albums/CDs (RPM)              | 1               |
| Album Canada (The Record)                | 1               |
| Album Đan Mạch (Music & Media)           | 1               |
| Album Hà Lan (Album Top 100)             | 1               |
| Album Châu Âu (Music & Media)            | 1               |
| Album Phần Lan (Suomen virallinen lista) | 1               |
| Album Pháp (SNEP)                        | 1               |
| Album Đức (Offizielle Top 100)           | 1               |
| Album Hồng Kông (IFPI)                   | 1               |
| Album Iceland (Tónlist)                  | 1               |
| Album Ireland (IFPI)                     | 1               |
| Album Israel (IFPI)                      | 1               |
| Album Ý (Musica e dischi)                | 1               |
| Album Nhật Bản (Oricon)                  | 1               |
| Album New Zealand (RMNZ)                 | 1               |
| Album Na Uy (VG-lista)                   | 2               |
| Album Philippines (PARI)                 | 1               |
| Album Tây Ban Nha (PROMUSICAE)           | 1               |
| Album Thụy Điển (Sverigetopplistan)      | 2               |
| Album Thụy Sĩ (Schweizer Hitparade)      | 1               |
| Album Anh Quốc (OCC)                     | 1               |
| Album Anh Quốc Disco (Music Week)        | 1               |
| Album Hoa Kỳ Billboard 200               | 1               |
| Album Hoa Kỳ Top R&B/Hip-Hop (Billboard) | 47              |
| Hoa Kỳ Cash Box Top 100 Albums           | 1               |
| Album Venezuela (IFPI)                   | 1               |
| Bảng xếp hạng (1995-2019)                | Vị trí cao nhất |
| Album Croatia Quốc tế (HDU)              | 1               |
| Album Hy Lạp (Billboard)                 | 5               |
| Album Ý (FIMI)                           | 82              |
| Album Scotland (OCC)                     | 27              |

| Bảng xếp hạng (2020)                 | Vị trí cao nhất |
| ------------------------------------ | --------------- |
| Album Croatia Quốc tế Đĩa than (HDU) | 6               |

| Bảng xếp hạng (1986)                | Vị trí |
| ----------------------------------- | ------ |
| Album Úc (Kent Music Report)        | 10     |
| Album Áo (Ö3 Austria)               | 10     |
| Album Brazil (ABPD)                 | 8      |
| Album Canada (RPM)                  | 2      |
| Album Hà Lan (Album Top 100)        | 1      |
| Album Châu Âu (Music & Media)       | 1      |
| Album Pháp (SNEP)                   | 1      |
| Album Đức (Offizielle Top 100)      | 6      |
| Album Ý (Musica e dischi)           | 1      |
| Album Nhật Bản (Oricon)             | 13     |
| Album New Zealand (RMNZ)            | 6      |
| Album Na Uy Mùa Thu (VG-lista)      | 19     |
| Album Na Uy Mùa Hè (VG-lista)       | 3      |
| Album Tây Ban Nha (PROMUSICAE)      | 9      |
| Album Thụy Sĩ (Schweizer Hitparade) | 5      |
| Album Anh Quốc (OCC)                | 1      |
| Hoa Kỳ Billboard 200                | 37     |
| Hoa Kỳ Cash Box Top 100 Albums      | 7      |
| Bảng xếp hạng (1987)                | Vị trí |
| Album Úc (Kent Music Report)        | 21     |
| Album Áo (Ö3 Austria)               | 16     |
| Album Canada (RPM)                  | 6      |
| Album Hà Lan (Album Top 100)        | 10     |
| Album Châu Âu (Music & Media)       | 53     |
| Album Đức (Offizielle Top 100)      | 7      |
| Album Nhật Bản (Oricon)             | 40     |
| Album New Zealand (RMNZ)            | 39     |
| Album Tây Ban Nha (PROMUSICAE)      | 12     |
| Hoa Kỳ Billboard 200                | 11     |

| Bảng xếp hạng (1980–1989)    | Vị trí |
| ---------------------------- | ------ |
| Album Úc (Kent Music Report) | 36     |
| Album Áo (Ö3 Austria)        | 20     |
| Album Nhật Bản (Oricon)      | 36     |
| Album Anh Quốc (OCC)         | 10     |

| Bảng xếp hạng             | Vị trí |
| ------------------------- | ------ |
| Hoa Kỳ Billboard 200      | 179    |
| Hoa Kỳ Billboard 200 (Nữ) | 48     |

## Chứng nhận
| Quốc gia | Chứng nhận  | Số đơn vị/doanh số chứng nhận |
| --- | ----------- | ----------------------------- |
| Argentina (CAPIF) | 4× Bạch kim | 350,000                       |
| Úc (ARIA) | 4× Bạch kim | 280.000^                      |
| Áo (IFPI Áo) | Bạch kim    | 50.000*                       |
| Bỉ (BEA) | Bạch kim    | 75,000                        |
| Brasil (Pro-Música Brasil) | Vàng        | 1,000,000                     |
| Canada (Music Canada) | Kim cương   | 1.000.000^                    |
| Đan Mạch (IFPI Đan Mạch) | Bạch kim    | 20.000‡                       |
| Phần Lan (Musiikkituottajat) | Bạch kim    | 53,912                        |
| Pháp (SNEP) | Kim cương   | 1,300,000                     |
| Đức (BVMI) | 2× Bạch kim | 1.000.000^                    |
| Hy Lạp (IFPI Hy Lạp) | Vàng        | 50.000^                       |
| Hồng Kông (IFPI Hồng Kông) | Bạch kim    | 20.000*                       |
| Ireland (IRMA) | Vàng        | 7,500^                        |
| Israel | —           | 62,000                        |
| Italy (AFI) | 4× Bạch kim | 1,500,000                     |
| Ý (FIMI) doanh số từ năm 2009 | Vàng        | 25.000‡                       |
| Nhật Bản (RIAJ) | Vàng        | 718,000                       |
| Malaysia | —           | 22,000                        |
| Hà Lan (NVPI) | Bạch kim    | 100.000^                      |
| New Zealand (RMNZ) | 5× Bạch kim | 75.000^                       |
| Na Uy (IFPI) | Bạch kim    | 110,000                       |
| Philippines (PARI) | Vàng        | 7,500*                        |
| Bồ Đào Nha (AFP) | Vàng        | 20.000^                       |
| Singapore | —           | 25,000                        |
| Tây Ban Nha (PROMUSICAE) | 3× Bạch kim | 300.000^                      |
| Thụy Điển (GLF) | Vàng        | 15,000^                       |
| Thụy Sĩ (IFPI) | 3× Bạch kim | 150.000^                      |
| Thổ Nhĩ Kỳ | —           | 100,000                       |
| Anh Quốc (BPI) | 7× Bạch kim | 2.100.000^                    |
| Hoa Kỳ (RIAA) | 7× Bạch kim | 7.000.000^                    |
| Tổng hợp |             |                               |
| Châu Âu tính đến tháng 7 năm 1987 | —           | 5,500,000                     |
| Toàn cầu | —           | 25,000,000                    |
| * Chứng nhận dựa theo doanh số tiêu thụ. ^ Chứng nhận dựa theo doanh số nhập hàng. ‡ Chứng nhận dựa theo doanh số tiêu thụ và phát trực tuyến. |             |                               |